# RetschLag (Lager)
RetschLag war ein Sonderlager des MWD für politische Gefangene mit bis zu 38.000 Häftlingen. Es wurde 1948 im Bergbaurevier von Workuta errichtet, das zu dem großen System der Gulag-Lager gehörte. Diese Sonderlager mit verschärftem Regime waren in der Nachkriegszeit durch das Innenministerium MWD (ehem. NKWD) geschaffene spezielle Einrichtungen im allgemeinen Gulag-System in der Sowjetunion.

## Bezeichnung
RetschLag, russisch Речлаг, trug ursprünglich die Bezeichnung Ossoblag Nr. 6, d. h. Sonderlager Nr. 6 (aus особый лагерь № 6, особлаг № 6). Die Abkürzung RetschLag ist abgeleitet von Речной лагерь Retschnoi lager, d. h. Flusslager. Diese Bezeichnungen für die ursprünglich nummerierten Sonderlager wurden erst später und meist zufällig vergeben, als eine Art Code; obwohl es im Gebiet des Lagers zahlreiche Flüsse gibt, nimmt man an, dass der Name erst vom Telegrafen-Code des Lagers abgeleitet wurde, der zuerst «Река» (Fluss), dann «Речка» (Flüsschen) und schließlich «Речной» (Adjektiv zu Fluss) lautete. Der volle Langname lautete Речной ИТЛ für Речной исправительно-трудовой лагерь – Besserungs- und Arbeitslager Flusslager.

## Geschichte, Tätigkeit
Das Lager RetschLag wurde am 27. August 1948 aufgrund des Dekrets Nr. 00219 des Innenministeriums MWD vom 21. Februar 1948 errichtet, und zwar auf dem Areal einiger Außenstellen (Lagerabteilungen) des Arbeitslagers Workuta (Workuta-ITL, auch WorkutLag) und des ITL der Karaganda-Kohle (Kombinat des Innenministeriums MWD „Workuta-Ugol“) in der damaligen ASSR Komi im Nordwesten der RSFSR. Die Lagerhauptverwaltung befand sich in Workuta. Obwohl RetschLag als eigenständiges Lager errichtet wurde, hat das Innenministerium durch die Verfügung Nr. 754 des MWD vom 9. Dezember 1948 beschlossen, dass die Leitung des Lagers durch den Leiter des Workuta-ITL übernommen wird, der sie an einen seiner Stellvertreter übergibt. Das Lager wurde am 26. Mai 1954 durch eine Zurückangliederung an das Workuta-ITL geschlossen.
Die Lagerinsassen wurden unter anderem für folgende Arbeiten eingesetzt:
- Industrie- und Zivilbau
- Betrieb und Bau von Objekten des Kombinats Workuta-Ugol, darunter Kohleabbau in den Schächten Nr. 1, 8 und zahlreichen anderen
- Arbeiten in der Landwirtschaft
- Arbeiten in den Ziegeleiwerken
- Bau des Heizkraftwerks-2 des MWD (Station Ajatsch-Jaga der Kombinats-Eisenbahn),
- Arbeiten im Kieswerk für den Verkehrswegebau

### Der Aufstand von 1953
1953 kam es in einigen Sonderlagern zu bis dahin größten Revolten im Gulag-System: in GorLag (→Aufstand von Norilsk),  Workuta (RetschLag) (→Aufstand von Workuta (Retschlag)) und in StepLag (→Kengir-Aufstand).
Die Häftlinge in RetschLag erfuhren durch Selbsthilfe von Stalins Tod, von Berias Verhaftung, und auch von dem unterdrückten Aufstand in Ostberlin am 17. Juni 1953. Die ersten etwa 3.000 Häftlinge streikten bereits am 22. Juli 1953, am 29. Juli 1953 waren es bereits 15.654 Häftlinge (aus 6 der 17 Abteilungen des Lagers), wobei zu den aktivsten unter anderem Ukrainer, Balten und Polen gehörten; der Aufstand dauerte etwa zehn Tage. Das Streikkomitee formulierte einige Forderungen (Lockerung des Lagerregimes, Berichterstattung über Willkür, Folter und Misshandlungen im Lager, Überprüfung und Aufhebung der Verurteilungen einschließlich einer Amnestie usw.), die einer erwarteten Kommission aus Moskau vorgelegt werden sollten. Obwohl mit den Häftlingen zuerst verhandelt wurde, entschied man sich später zur gewaltsamen Unterdrückung des Aufstandes, die teils brutal verlief – die Angaben über die erschossenen und verwundeten Häftlinge gehen von einigen Dutzend bis zu einigen Hunderten. Dennoch kam es in der folgenden Zeit zu einer allgemeinen Lockerung der Lage in den Arbeitslagern des Gulag.

### Insassenzahlen
Nach Angaben des Portals Memorial konnten für das Lager folgende Insassenzahlen ermittelt werden:
| November 1948  | 6.654  |
| 1. Januar 1949 | 7.474  |
| 1. Januar 1950 | 25.024 |
| 1. Januar 1951 | 27.547 |
| 1. Januar 1952 | 35.459 |
| 1. Januar 1953 | 35.451 |
| 1. August 1954 | 37.654 |

Etwa 40 Prozent der Häftlinge waren Ukrainer.

### Bekannte Häftlinge
- Ernst Busse
- Erwin Jöris
- Horst Hennig
- Horst Schüler
- Karl-Heinz Krumm